# Ottone il Buon Marchese
Ottone (anche Oddone, Otto, Oddo o Eudes) detto il Buon Marchese (XI secolo - XII secolo), a volte chiamato Ottobono Marchese, è stato un nobile e militare italiano di probabile origine franca, ricordato per essere padre di Tancredi, principe di Galilea, e marito della principessa normanna Emma d'Altavilla, sorella di Boemondo di Taranto.

## Paternità di Tancredi di Galilea

### "Tancredus marchionis filius"
La ricerca dell'identità di Ottone "il Buon Marchese", padre di Tancredi di Galilea è stato oggetto d'importanti discussioni da parte da molti storici sia del medioevo che dei tempi successivi. La prima biografia di Tancredi, la Gesta Tancredi del suo contemporaneo Rodulfo di Caen, lo elogia come "il figlio più famoso di una famosa stirpe, [avendo] genitori eccellenti, il marchese ed Emma... il figlio in effetti di un padre per nulla ignobile."  Caen, infatti chiama al suo protagonista Tancredi Marchisides, usando il suffisso greco -ides, che significa "figlio di", quindi "figlio del marchese", anche se come la maggior parte degli altri autori non rivela il nome del "marchese". Nella "Historia Hierosolymitana" (1107) Roberto il Monaco elenca i crociati che accompagnarono Boemondo, e menziona "i principi più nobili, vale a dire Tancredi, suo nipote e figlio del marchese...",  confermando il rango di suo padre ma non il suo nome. Così appare anche nella "Dei gesta per Francos" (1108) di Guiberto di Nogent, dove Tancredi è menzionato solo come "figlio del marchese".  La Historia Belli Sacri (1130 circa) si limita a dire che il padre di Tancredi "Marchisus dictus est.

### "Tancredus Willelmi marchionis fratres"
Altri autori, a partire da Guglielmo di Tiro, fanno a Tancredi figlio di un marchese Guglielmo (Tancredus Willelmi marchionis filius), argumento che come già avvertito al XVII secolo da Sebastiano Paoli ed altri, sarebbe prodotto dall'erronea trascrizione di "Tancredus, Willelmi marchionis fratres", sicuro riferimento al fratello maggiore Guglielmo, anche chiamato "Guillelmus marchisius, Tancred frater " dal contemporaneo Balderico di Bourgueil, e "Wilhelmus, marchisi filius, frater Tancredi" nella "Dei gesta per Francos" (1108) di Guiberto di Nogent, dove anche viene testimoniato che mentre Tancredi accompagnava allo zio Boemondo, il fratello Guglielmo seguiva a Ugo I di Vermandois.

### "Tancredum, Odonis Boni Marchisi filium"
Orderico Vitale è il primo che chiama al padre di Tancredi "Odonis boni marchisi", ma come Ralph di Caen, lo ritiene cognato e non genero del duca Roberto "il Guiscardo". In un passo scrive che, vedendo avvicinarsi la sua fine, "il magnanimo Roberto il Guiscardo, duca, conte, ecc., chiamò attorno a sé Ottone il Buono, il marchese, il marito di sua sorella, ed altri parenti e nobili".  Quando in seguito elenca i crociati del 1096, menziona a "Tancredi, figlio del marchese Ottone il Buono" (Tancredum, Odonis Boni marchisi filium"). 

## Ottone "Il Buon Marchese" e Ottobono Marchese
Evelyn Jamison identifica il padre di Tancredi con quel Ottone che comandò una divisione del conte Ruggero I di Sicilia a Taormina nel 1078, anche nominato come marchese Ottobono (Odobonus)  quando nel 1094 testimoniò un documento emesso dallo stesso conte Ruggero I a Palermo, e come Ottobono marchese (Odobonus Marchisus) quando compare in una causa del 1097, ora archiviata ad Agrigento.

## Identificazione tra gli Aleramici
A partire della prima biografia di Tancredi (la Gesta Tancredi di Rodulfo di Caen) risulta ovvia l'appartenenza di Ottobono marchese a una "famosa stirpe".   Come già avvertito da Ludovico Muratori, Sebastiano Paoli ed altri, il rango di marchese era "insolito e sconosciuto" in Normandia e i domini dei normanni. R.L. Nicholson suggerisce che Ottone dovrebbe essere italiano, forse siciliano o lombardo. Evelyn Jameson invece sostenne che essendo il titolo più comune nell'Italia settentrionale, non si doveva scartare la discesa d'un lombardo nel sud con i normanni. Secondo Vittorio Poggi, Edoardo d'Angelo ed altri, "il Buon Marchese" dovrebbe appartenere alla stirpe franca degli Aleramici, marchesi di Savona e del Monferrato nell'Italia settentrionale, collegate attraverso diversi matrimoni alla fine del XI secolo con i normanni d'Altavilla.
David Crawley, sostenitore della tesi aleramica di Ottone "il Buon Marchese" non riesce a individuarlo tra i marchesi del Monferrato, unica ramo della stirpe che considera. Secondo Vittorio Poggi, sarebbe più probabilmente inserito nel ramo dei marchesi di Savona, detto del Vasto, con cui furono strinse l'alleanze degli Altavilla, giustificando così le preminenze concesse da Tancredi ai liguri nella su reggenza sul principato d'Antiochia. Secondo la anonima biografia di Emma d'Altavilla, e tra il ramo savonese della casa del Vasto (discendenza del marchese Ottone III e di Berta di Torino) che sarebbe più probabile la individuazione del "Buon Marchese". Seguendo ai precedenti Claudio Martinotti Doria rafforza la identificazione di questo Ottone con quel "Otto" figlio di Ottone III di Savona e Berta di Torino (quindi fratello di Bonifacio del Vasto e zio di Adelasia, moglie del conte Ruggero I), nominato tra la madre e i fratelli nel 1064 e nel 1065. Infatti, nella donazione fatta da Berta di Torino (già vedova del marchese Ottone) e i suoi figli a favore del convento di San Siro di Genova nel 1064, il figlio Ottone (Oto) viene nominato come chierico ("Berta comitissa filia quondam Maginfredi et item Maginfredus et Anselmus, Bonifacius, Oto clericus germani et filii quondam Toto itemque marchionis, mater et filii"), mentre in quella del 1065, a favore della chiesa di Santa Maria di Asti questa condizione scompare ("Berta comitissa et Manfredus, Bonifacius et Anselmus marchiones et Henricus et Oto germani, mater et filii..."). Dopo questa menzione, il marchese Ottone non viene mai nominato a Savona, anche assente nella rivolta che culmina con la morte dei fratelli Manfredi ed Anselmo nel 1079 (dopo la quale solo il fratello Bonifacio compare nella sede marchionale), rendendo verosimile la sua identificazione con quel Ottone che secondo Evelyn Jamison comandò una divisione del conte Ruggero in Taormina nel 1078 (e quindi con quel "Ottobono Marchese" presente nelle altre documenti già citate).  

## Matrimonio e figli

### Emma "sororis Boemundi"
Radulfo di Caen accomuna Tancredi e Boemondo come Wiscardides ("figli/discendenti del Guiscardo"). Orderico Vitale scrive che, vedendo avvicinarsi la sua fine, "il magnanimo Roberto il Guiscardo, duca, conte, ecc., chiamò attorno a sé Ottone il Buono, il marchese, il marito di sua sorella, ed altri parenti e nobili".  Per quanto la parentela precisa di Emma, tanto Vitale come Caen sembrano sbagliarsi, poiché Tancredi e il fratello Guglielmo erano giovani al tempo della prima crociata,  è improbabile che la loro madre potesse essere stata sorella del duca Roberto, sino più probabilmente sua figlia, quindi sorella e non zia di Boemondo di Taranto. Alberto d'Aquisgrana, un contemporaneo, conferma che Tancredi era figlio della sorella di Boemondo.  Marino Sanuto il Vecchio racconta che Tancredi era "nipote di Boemondo da parte di sua sorella".  Guglielmo di Tiro, anche chiama a Tancredi nipote di Boemondo attraverso la sua sorella ("ex sorore nepos"). Due fonti contraddicono i due precedenti. La Gesta Francorum Iherusalem peregrinantium di Fulcherio di Chartres chiama a Tancredi "cugino di Boemondo"  e Jacques de Vitry si riferisce a "Boemondo con il cugino Tancredi".  David Crawley sostiene anche che Emma dovrebbe essere sorella e non zia di Boemondo
Radulfo di Caen attribuisce inoltre a Tancredi un fratello di nome Roberto, altrimenti sconosciuto: "i Guiscardidi, Tancredi e i suoi fratelli Guglielmo e Roberto". 
Alberto d'Aquisgrana menziona, tuttavia, che Ruggero di Salerno era un "figlio della sorella di Tancredi",  che quindi deve essere stata la moglie di Riccardo di Salerno.
Dopo la morte di Emma, Ottone dovrebbe risposare una certa Sichelgaita, che nel 1126 viene chiamata vedova del marchese Ottone e madre d'altri figli, non nominati, avuti dallo stesso ("Sichelgaita marchisia et uxor defuncti Odonis marchisii...et filiorum nostrorum...").

## Ascendenza
|                         |                     |                      | Genitori                  |  |  | Nonni |  |  | Bisnonni             |  |  | Trisnonni           |  |
|                         |                     |                      |                           |  |  |       |  |  | Anselmo II di Savona |  |  | Anselmo I di Savona |  |
|                         |                     |                      |                           |  |  |       |  |  | Anselmo II di Savona |  |  | Anselmo I di Savona |  |
|                         |                     | Gisla di Milano      |                           |  |  |       |  |  | Anselmo II di Savona |  |  |                     |  |
| Anselmo III di Savona   |                     |                      |                           |  |  |       |  |  | Anselmo II di Savona |  |  |                     |  |
|                         |                     | Adila d'Este         | Alberto Azzo I            |  |  |       |  |  |                      |  |  |                     |  |
|                         |                     | Adila d'Este         | Alberto Azzo I            |  |  |       |  |  |                      |  |  |                     |  |
|                         |                     | Adila d'Este         | …                         |  |  |       |  |  |                      |  |  |                     |  |
| Ottone III di Savona    |                     | Adila d'Este         |                           |  |  |       |  |  |                      |  |  |                     |  |
|                         |                     | …                    | …                         |  |  |       |  |  |                      |  |  |                     |  |
|                         |                     | …                    | …                         |  |  |       |  |  |                      |  |  |                     |  |
|                         |                     | …                    | …                         |  |  |       |  |  |                      |  |  |                     |  |
| …                       |                     | …                    |                           |  |  |       |  |  |                      |  |  |                     |  |
|                         |                     | …                    | …                         |  |  |       |  |  |                      |  |  |                     |  |
|                         |                     | …                    | …                         |  |  |       |  |  |                      |  |  |                     |  |
|                         |                     | …                    | …                         |  |  |       |  |  |                      |  |  |                     |  |
| Ottone il Buon Marchese |                     | …                    |                           |  |  |       |  |  |                      |  |  |                     |  |
|                         | Olderico Manfredi I | Arduino il Glabro    |                           |  |  |       |  |  |                      |  |  |                     |  |
|                         | Olderico Manfredi I | Arduino il Glabro    |                           |  |  |       |  |  |                      |  |  |                     |  |
|                         | Olderico Manfredi I | Immula               |                           |  |  |       |  |  |                      |  |  |                     |  |
| Olderico Manfredi II    | Olderico Manfredi I |                      |                           |  |  |       |  |  |                      |  |  |                     |  |
|                         |                     | Prangarda di Canossa | Adalberto Atto di Canossa |  |  |       |  |  |                      |  |  |                     |  |
|                         |                     | Prangarda di Canossa | Adalberto Atto di Canossa |  |  |       |  |  |                      |  |  |                     |  |
|                         |                     | Prangarda di Canossa | Ildegarda dei Supponidi   |  |  |       |  |  |                      |  |  |                     |  |
| Berta di Torino         |                     | Prangarda di Canossa |                           |  |  |       |  |  |                      |  |  |                     |  |
|                         |                     | …                    | …                         |  |  |       |  |  |                      |  |  |                     |  |
|                         |                     | …                    | …                         |  |  |       |  |  |                      |  |  |                     |  |
|                         |                     | …                    | …                         |  |  |       |  |  |                      |  |  |                     |  |
| Berta di Milano         |                     | …                    |                           |  |  |       |  |  |                      |  |  |                     |  |
|                         |                     | …                    | …                         |  |  |       |  |  |                      |  |  |                     |  |
|                         |                     | …                    | …                         |  |  |       |  |  |                      |  |  |                     |  |
|                         |                     | …                    | …                         |  |  |       |  |  |                      |  |  |                     |  |
|                         |                     | …                    |                           |  |  |       |  |  |                      |  |  |                     |  |